# Plusiodonta casta
Plusiodonta casta là một loài bướm đêm trong họ Noctuidae.